# Androsace alpina
Androsace alpina är en viveväxtart som först beskrevs av Carl von Linné, och fick sitt nu gällande namn av Jean-Baptiste de Lamarck. Androsace alpina ingår i släktet grusvivor, och familjen viveväxter. Inga underarter finns listade i Catalogue of Life.

## Bildgalleri

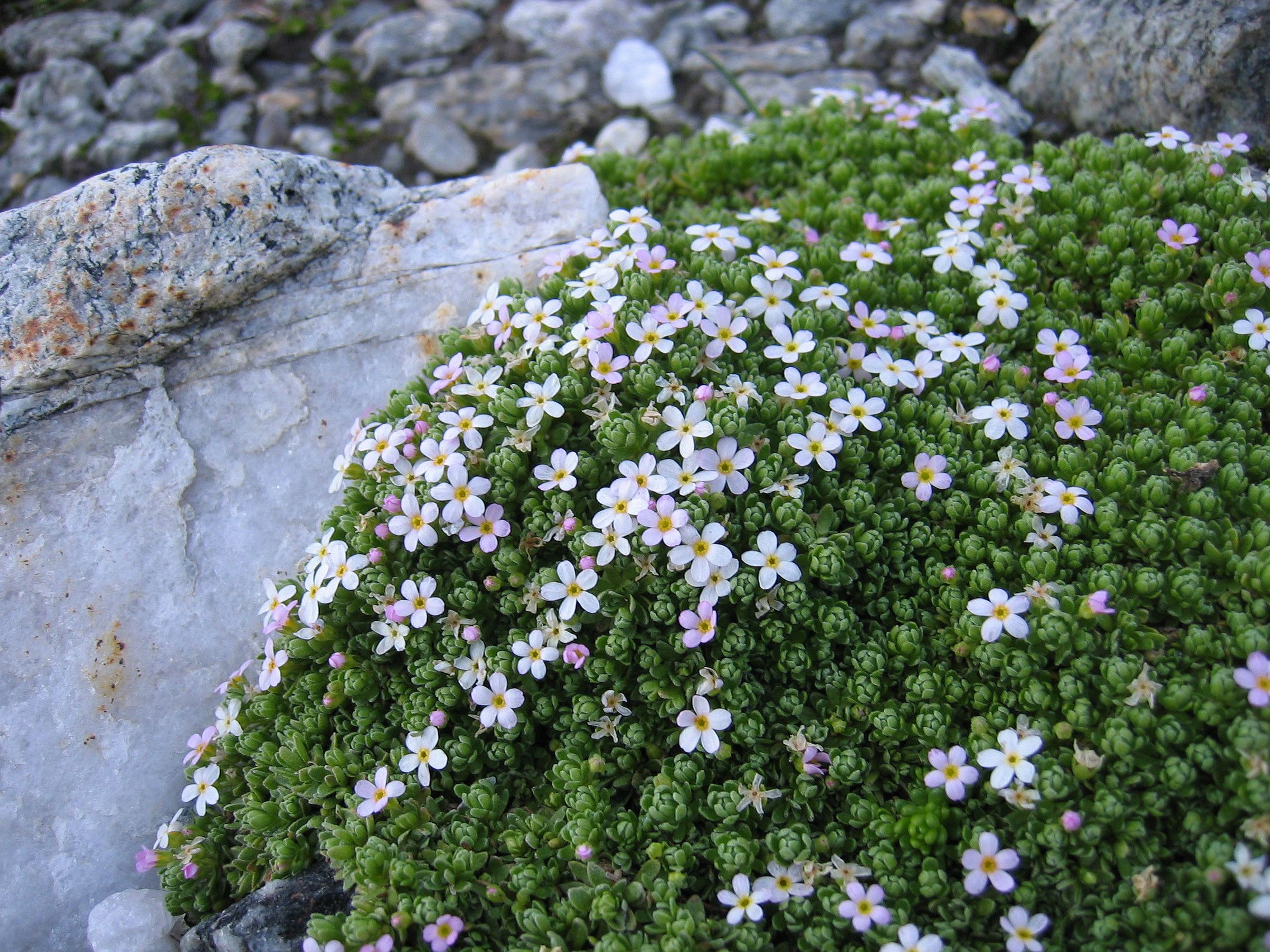
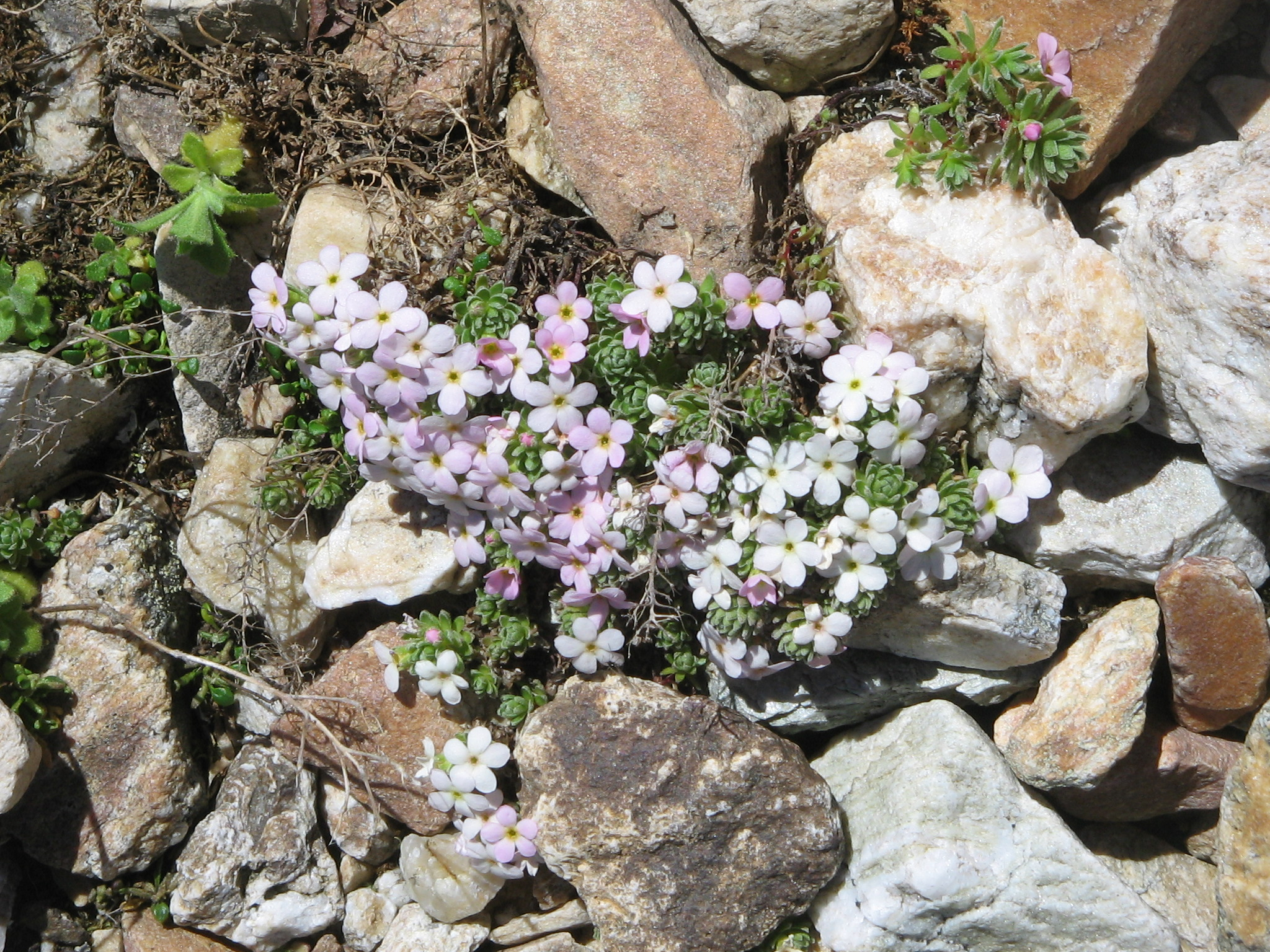
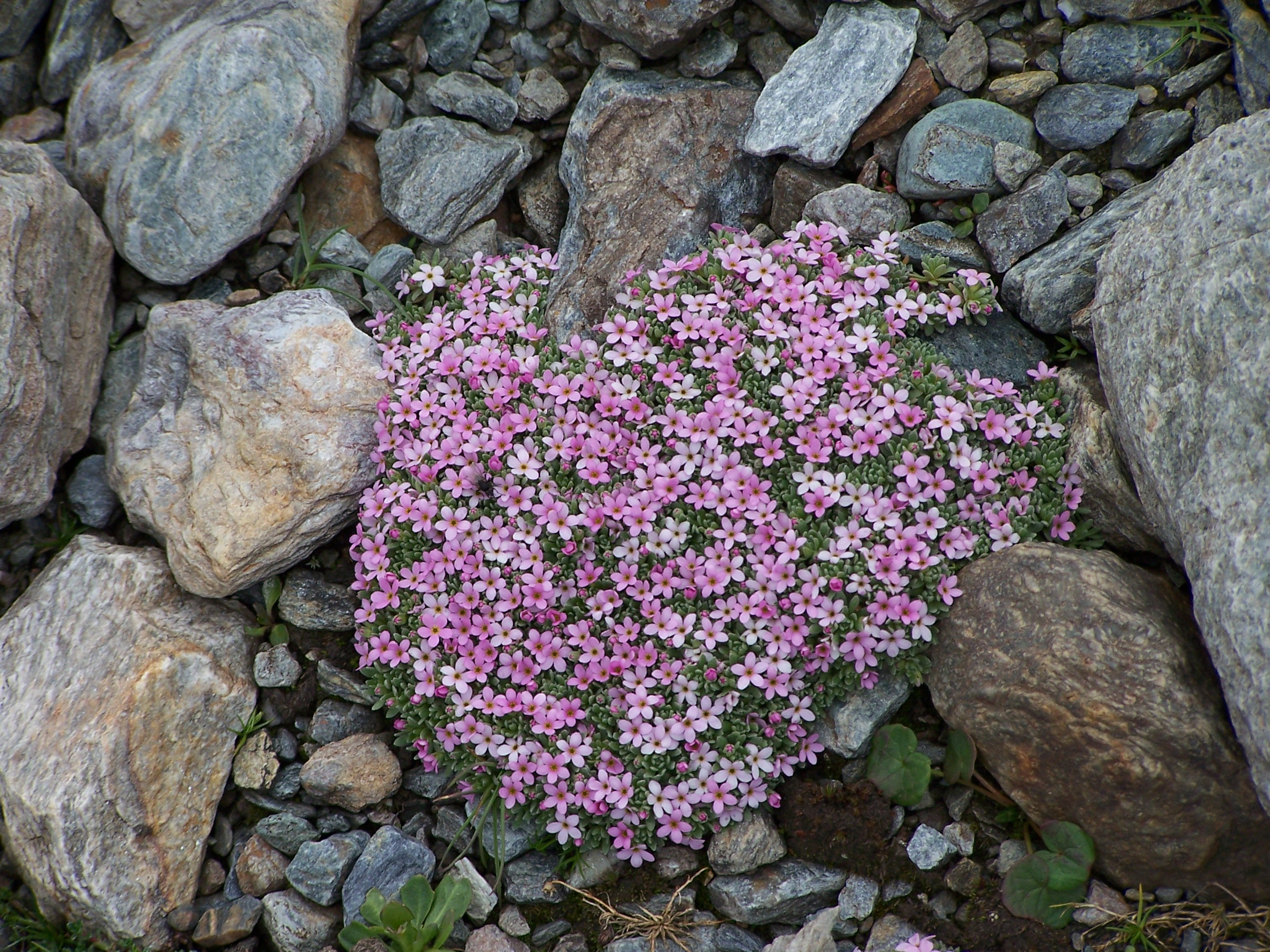
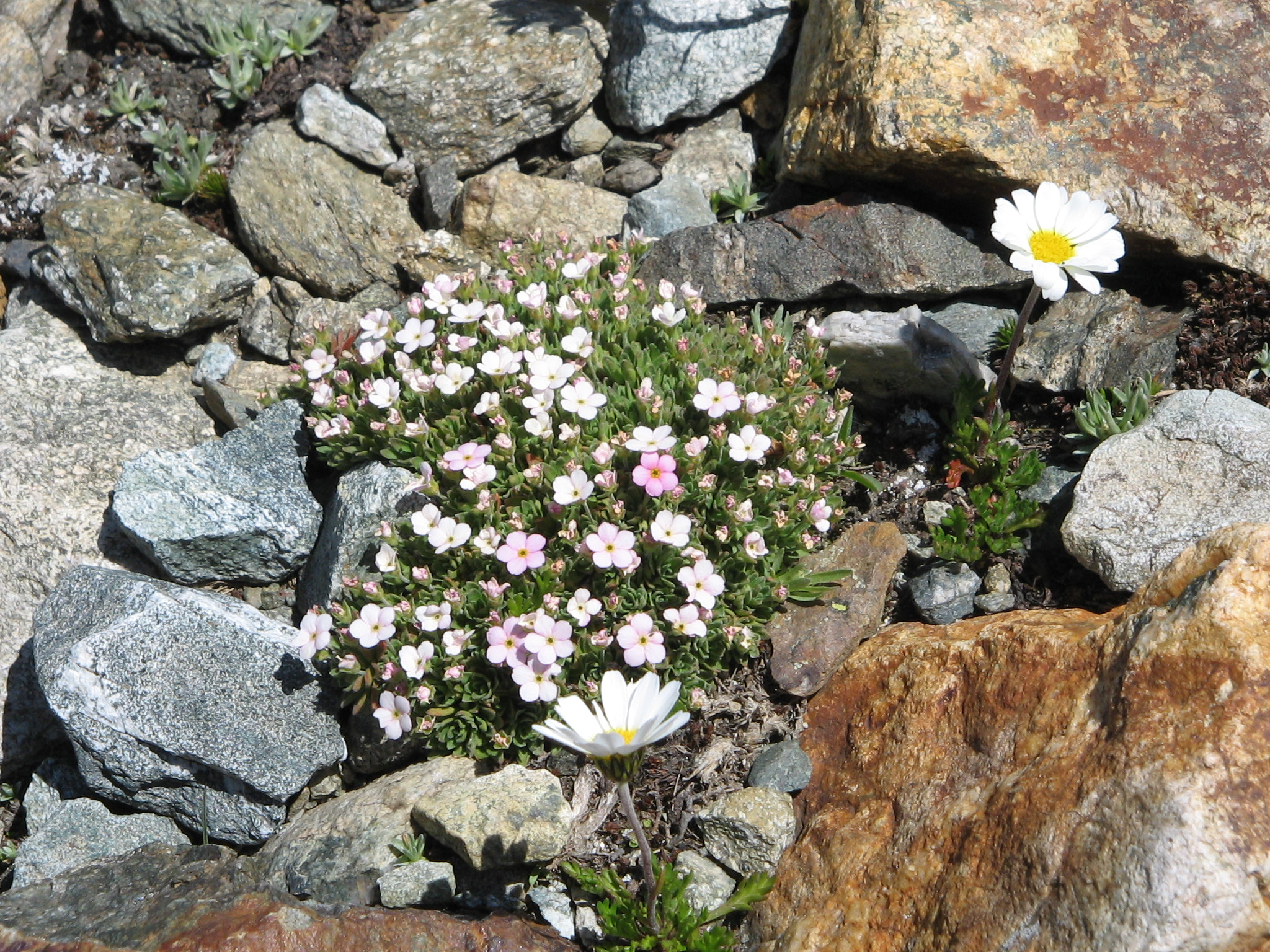
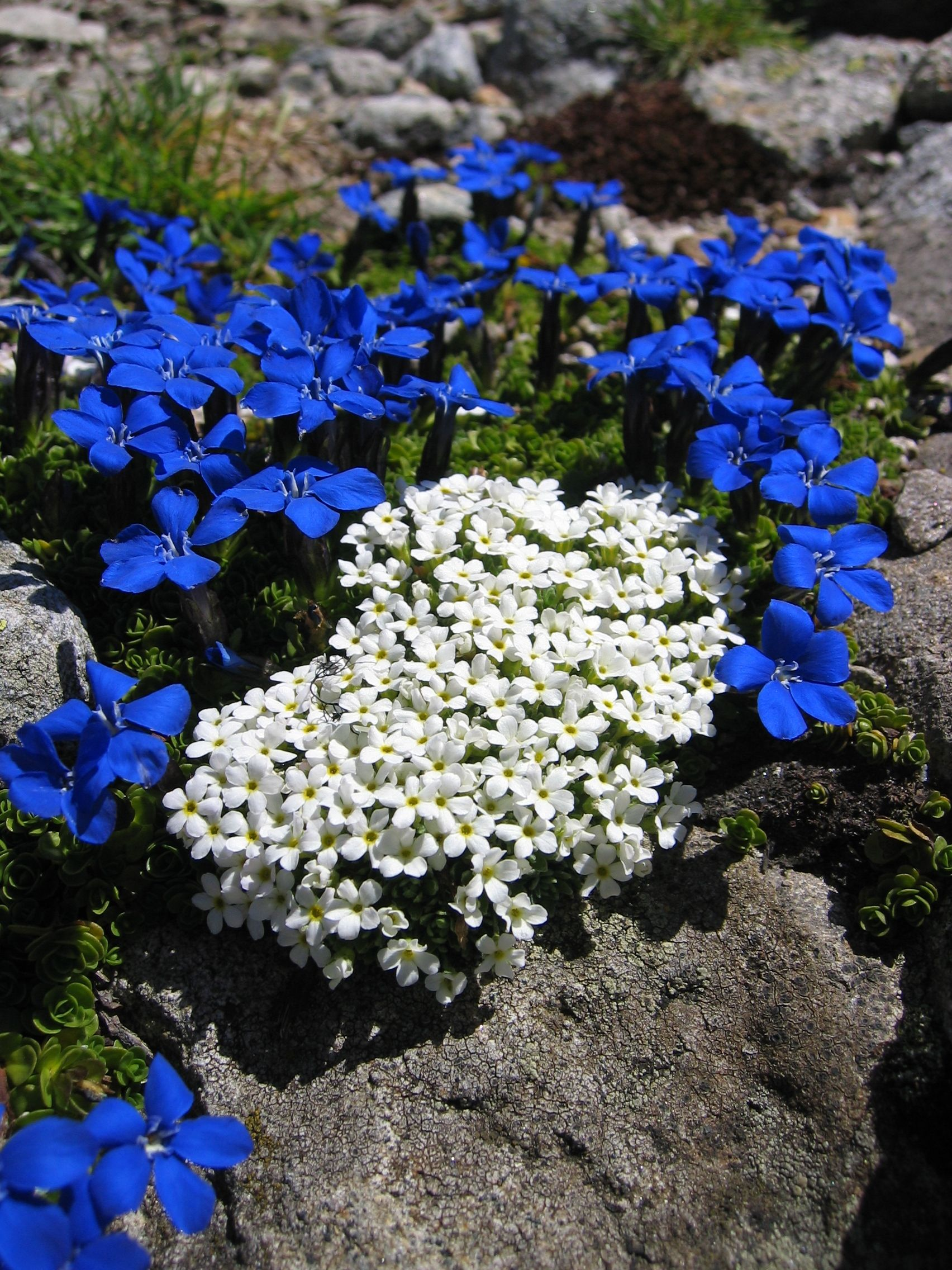
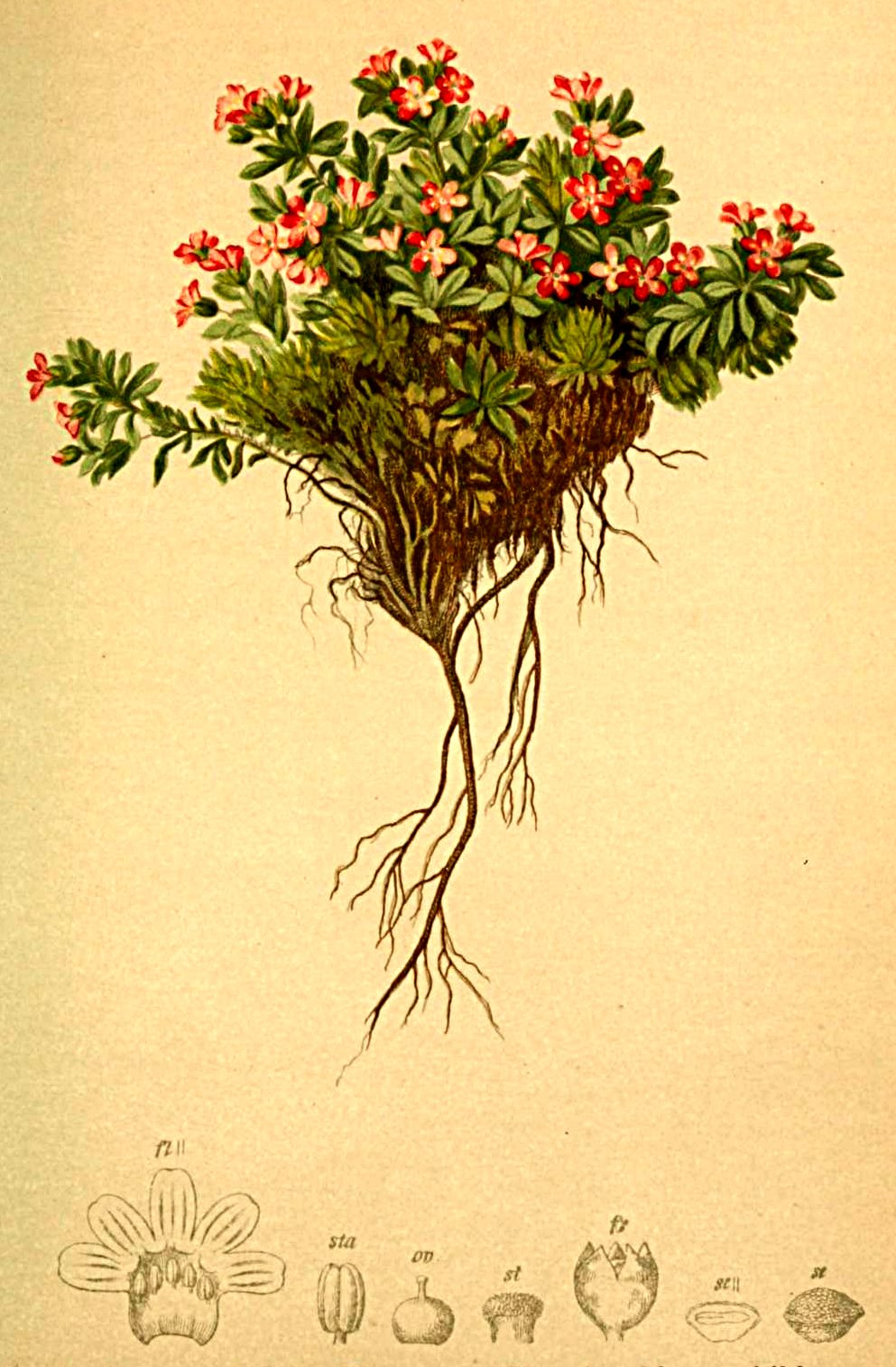